# Meranoplus similis
Meranoplus similis é uma espécie de formiga do gênero Meranoplus, pertencente à subfamília Myrmicinae.